# Caleras de Amexhe
Caleras de Amexhe es una localidad del estado mexicano de Guanajuato. Es parte del municipio de Apaseo el Grande.

## Demografía
| Gráfica de evolución demográfica |
|                                  |

| Censo | Población |
| ----- | --------- |
| 1900  | 336       |
| 1910  | 352       |
| 1921  | 356       |
| 1930  | 488       |
| 1940  | 568       |
| 1950  | 486       |
| 1960  | 485       |
| 1970  | 838       |
| 1980  | 1 055     |
| 1990  | 1 563     |
| 2000  | 1 675     |
| 2010  | 1 967     |
| 2020  | 1 281     |